# McLaren MP4-25
La McLaren MP4-25 è un'automobile monoposto sportiva di Formula 1 costruita dalla casa automobilistica McLaren, per partecipare al Campionato del Mondo 2010 di Formula 1.
È stata presentata il 29 gennaio 2010 a Newbury, presso la sede dello sponsor principale Vodafone.

## Livrea
La livrea è quella degli ultimi anni: grigia metallizzata in cui spiccano gli inserti rossi dello sponsor Vodafone. Per il secondo anno consecutivo la scuderia britannica può sfoggiare sul musetto il n° 1 e il n° 2, gli stessi che sfoggiò l'anno prima. Tuttavia il n° 1 era di Hamilton, mentre quest'anno è di Button, reduce dal titolo mondiale ottenuto nel 2009 con la BrawnGP.

## Aspetti tecnici
La vettura presenta un muso piatto e rialzato, fiancate filanti ma soprattutto un ampio cofano motore, con una "vela" che collega l'air scope con l'alettone posteriore, soluzione questa innovata dalla presenza di un'apertura nella parte posteriore. La modifica del cofano motore è dovuta anche al cambio di regolamento, che impone un serbatoio più ampio, essendo stato vietato il rifornimento durante la gara.
La Red Bull Racing ha inviato reclamo alla FIA in merito all'ala posteriore della MP4-25, in occasione del primo gran premio, in Bahrain. Dallo snorkel (la presa d'aria sopra il pilota) l'aria viene incanalata attraverso la "vela" fino all'ala posteriore. Questa entra in stallo, così eliminando l'effetto di resistenza aerodinamica, e garantendo perciò alla vettura una maggiore velocità di punta in rettilineo, stimata in quasi 10 km/h. Questo vantaggio è dovuto alla presenza sulla "vela" dell'apertura posteriore, ribattezzata dai media Blowhole (come lo sfiatatoio presente sul capo dei cetacei). Ai piloti viene data la possibilità di aprire e chiudere tale apertura (con un movimento del ginocchio), a seconda delle esigenze di circuito, aggirando così, secondo la Red Bull, il divieto di appendici aerodinamiche mobili. La commissione tecnica in Bahrain non ha però trovato illegale tale soluzione.
Dalla seconda gara, il Gran Premio di Melbourne, la FIA impone però a 4 scuderie, tra cui la stessa McLaren, una modifica del diffusore posteriore.

## Scheda tecnica
- Lunghezza: -
- Larghezza: -
- Altezza: -
- Peso: 620 Kg min.
- Carreggiata anteriore: -
- Carreggiata posteriore: -
- Passo: -
- Telaio: materiali compositi, a nido d'ape con fibre di carbonio
- Trazione: posteriore
- Frizione: in composito carbon-carbon
- Cambio: longitudinale, 7 marce e retromarcia (comando semiautomatico sequenziale a controllo elettronico)
- Differenziale: autobloccante
- Freni: a disco autoventilanti in carbonio
- Motore: Mercedes-Benz FO 108X - 18.000 RPM
  - Num. cilindri e disposizione: 8 a V 90°
  - Cilindrata: 2.400 cm³
  - Alesaggio: -
  - Distribuzione: pneumatica
  - Valvole: 32
  - Materiale blocco cilindri: alluminio microfuso
  - Olio: Mobil 1
  - Benzina: ExxonMobil High Performance Unleaded
  - Peso: 95 kg (minimo regolamentare)
  - Alimentazione: iniezione elettronica digitale Mobil 1
  - Accensione: elettronica
- Sospensioni: indipendenti con puntone e molla di torsione anteriore e posteriore
- Pneumatici: Bridgestone
- Cerchi: 13" Enkei

## Piloti
- Jenson Button -  - n. 1
- Lewis Hamilton -  - n. 2
- Gary Paffett -  - collaudatore

## Stagione 2010

### Test
Il 1º febbraio, primo giorno di test, è stato utilizzato dal collaudatore Gary Paffett,  presso il Circuito Ricardo Tormo di Valencia, per testare l'affidabilità della monoposto. Il giorno seguente è stata la volta dell'ex campione del mondo Lewis Hamilton, mentre il terzo giorno ha fatto il suo esordio in Mclaren il campione del mondo 2009 Jenson Button.
I primi due giorni della prima sessione svolta sul Circuito di Jerez ha visto nuovamente Button al volante della vettura, con il secondo miglior tempo nella mattina dell'11 febbraio. Negli ultimi due giorni è toccato a Hamilton che ha fatto segnare il miglior tempo l'ultimo giorno della sessione.
Nella seconda sessione di Jerez il primo giorno Hamilton ha fatto segnare nuovamente il secondo miglior tempo, mentre l'ultimo giorno Button ha fatto segnare il tempo migliore. Nel primo giorno dell'ultima sessione, sul Circuito di Barcellona, Button ha riscontrato alcune noie tecniche. L'ultimo giorno di test, il 28 febbraio Hamilton è stato ancora una volta il più veloce.

### Campionato
Nella gara d'esordio, in Bahrain, Button va a punti e Hamilton a podio, quest'ultimo dopo aver passato Vettel nei giri finali.
Il campione del mondo in carica conquista due vittorie (Australia e Cina) in gare caratterizzate dalla pioggia. In Cina la scuderia fa doppietta e conquista il gpv con Hamilton, che si ripete a Barcellona, gara in cui perde il secondo posto per un incidente a pochi giri dal termine. La McLaren conquista altre due doppiette con Hamilton davanti a Button, in Turchia, a seguito di un bel duello fra i due nei giri finali (dopo che le due Red Bull si erano eliminate a vicenda a causa di un contatto nel corso di un tentativo di sorpasso di Vettel su Webber) e a Montreal, gara in cui Hamilton parte dalla pole.
Nella parte centrale della stagione viene conquistata la quinta e ultima vittoria dell'anno, con Hamilton in Belgio. Il campione del mondo 2008 è più consistente del compagno di scuderia Button, che sfiora la vittoria solo a Monza. Hamilton conquista infatti ancora due secondi posti, restando matematicamente in lizza per l'iride fino all'ultima gara. La McLaren conquista comunque il secondo posto nella classifica costruttori, dietro la RBR-Renault.

## Risultati F1
| Anno | Team             | Motore                       | Gomme | Piloti   |   |   |   |   |    |     |   |   |   |   |   |     |     |     |     |   |    |   |   | Punti | Pos. |
| ---- | ---------------- | ---------------------------- | ----- | -------- | - | - | - | - | -- | --- | - | - | - | - | - | --- | --- | --- | --- | - | -- | - | - | ----- | ---- |
| 2010 | McLaren Mercedes | Mercedes-Benz FO 108X 2.4 V8 | B     | Button   | 7 | 1 | 8 | 1 | 5  | Rit | 2 | 2 | 3 | 4 | 5 | 8   | Rit | 2   | 4   | 4 | 12 | 5 | 3 | 454   | 2º   |
| 2010 | McLaren Mercedes | Mercedes-Benz FO 108X 2.4 V8 | B     | Hamilton | 3 | 6 | 6 | 2 | 14 | 5   | 1 | 1 | 2 | 2 | 4 | Rit | 1   | Rit | Rit | 5 | 2  | 4 | 2 | 454   | 2º   |

| Legenda | 1º posto     | 2º posto | 3º posto    | A punti         | Senza punti/Non class.  | Grassetto – Pole position Corsivo – Giro più veloce |
| Legenda | Squalificato | Ritirato | Non partito | Non qualificato | Solo prove/Terzo pilota | Grassetto – Pole position Corsivo – Giro più veloce |